# Риуландия
Риуландия (порт. Riolândia) — муниципалитет в Бразилии, входит в штат Сан-Паулу. Составная часть мезорегиона Сан-Жозе-ду-Риу-Прету. Входит в экономико-статистический микрорегион Вотупоранга. Население составляет 9151 человек на 2006 год. Занимает площадь 630,681 км². Плотность населения — 14,5 чел./км².

## Статистика
- Валовой внутренний продукт на 2003 составляет 79.545.770,00 реалов (данные: Бразильский институт географии и статистики).
- Валовой внутренний продукт на душу населения на 2003 составляет 8.957,86 реалов (данные: Бразильский институт географии и статистики).
- Индекс развития человеческого потенциала на 2000 составляет 0,737 (данные: Программа развития ООН).